# Cherbulois
Cherbulois is een geslacht van vlinders van de familie spanners (Geometridae), uit de onderfamilie Ennominae.

## Soorten
- C. banakaria (Plötz, 1880)
- C. marmorata Hausmann, 2003